# Teoria dels efectes limitats
La Teoria dels Efectes Limitats és una teoria de la comunicació que va servir com a correcció de la Teoria Hipodèrmica. Va sorgir durant el segle xx en difondre's que els efectes dels mitjans de comunicació en la societat no eren tan grans com es pensava fins aleshores. Gran part dels estudis anteriors, li havien atribuït un poder il·limitat a la propaganda.
La principal aportació d'aquesta teoria va ser que tant els mitjans de comunicació com la propaganda van ser dotats d'un poder que realment no posseïen. Els principals teòrics d'esta teoria van ser Paul Felix Lazarsfeld i Joseph Thomas Klapper, tot i que el primer juntament amb Robert Merton van escriure un dels textos més importants de la teoria com és "Los medios de comunicación de masas, el gusto popular y la acción social organizada". Podem considerar aquesta obra com a fundacional d'aquesta tendència, ja que en ella s'hi recullen els principis essencials que planteja.